# Media Composer
Avid Media Composer è un software di video editing non lineare per la post produzione professionale in ambito cinematografico e broadcast televisivo.

## Utilizzo
Uno dei due software più usati per il montaggio cinematografico insieme al concorrente Final Cut Pro prodotto da Apple, attualmente le versioni di "A.M.C." acronimo di Avid Media Composer sono 4:
- Media Composer | First (una versione limitata e gratutita)
- Media Composer (la versione standard utilizzata principalmente per il cinema)
- Media Composer | Ultimate (versione utilizzata per produzioni televisive che permette di montare tramite un server)
- Media Composer Enterprise (versione che permette di lavorare in cloud)